# 拉姆肖 (明尼蘇達州)
拉姆肖（英語：Ramshaw）是位於美國明尼蘇達州聖路易斯縣克林頓鎮區的一個非建制地區。

## 地理
拉姆肖所處的海拔為高於海平面430米（即1411英呎），而該地所採用的時區為UTC-6，即北美中部時區（CST）。同時該地設有夏令時間，為UTC-6調快一小時，即UTC-5（CDT）。